# Ken Thompson
Kenneth Thompson (* 4. února 1943, New Orleans, Louisiana, USA) je programátor a informatik, jeden z tvůrců operačního systému Unix. V 60. letech 20. století se s Dennisem Ritchiem podílel na vývoji operačního systému Multics a na vývoji programovacího jazyka B – přímého předchůdce jazyka C. Thompson byl také jedním z tvůrců a vývojářů operačního systému Plan 9. Pracoval u společnosti Google, kde se podílel na vzniku programovacího jazyka Go. Mezi další jeho práce patří vznik počítačových textových editorů QED a jeho pozdější editor ed (standardní editor Unixu) nebo definice kódování UTF-8. 

## Biografie
Ken Thompson se narodil v New Orleansu v Louisianě, USA. V roce 1965 se stal bakalářem přírodních věd a v roce 1966 získal magisterský diplom, obojí v oboru elektroinženýrství a počítačová věda na Kalifornské univerzitě v Berkeley. Vedoucím jeho diplomové práce byl Elwyn Berlekamp.

## Kariéra
V 60. letech 20. století pracoval Ken Thompson společně s Dennisem Ritchiem na operačním systému Multics. Thompson v té době vytvořil programovací jazyk Bon. Když Bellovy laboratoře ukončily práci na vývoje Multicsu, oba projekt opustili, a své zkušenosti využili po roce 1969 při vývoji operačního systému Unix. Thompson dospěl k názoru, že Unix potřebuje systémový programovací jazyk, a vytvořil jazyk B, což byl předchůdce Ritchieho jazyka C.
Thompson vyvinul verzi CTTS editoru QED s podporou regulárních výrazů pro hledání v textu. QED a jeho následník ed (standardní editor Unixu) významně přispěly k popularitě regulárních výrazů, jež byly považovány hlavně za nástroj (nebo hračku) logiků. Regulární výrazy pronikly do programů pro zpracování textových souborů v Unixu (např. grep) a také do moderních programovacích jazyků jako je Perl. Vytvořil také hlavní koncept v programu na úpravu textu, který vytvořil Rob Pike. Téměř všechny programy, které v dnešní době pracují s regulárními výrazy, používají některou z variant jeho zápisu.
V roce 1992 pak společně s Robem Pikem vyvinul UTF-8 (široce využívaný univerzální způsob kódování znaků do sekvencí bajtů).
Spolu s Josephem Condonem vytvořili hardware a software pro šachový stroj Belle. Dále napsal programy ke generování výpočtů šachových zakončení se 4, 5 a 6 figurkami. Za jejich pomoci může šachový program úspěšně hrát, jakmile se dostane do už uložené pozice. Později, za pomoci znalce šachových koncovek Johna Roycrofta, Thompson vydal své první výsledky na CD-ROM.
Jeho styl programování ovlivnil ostatní, zejména co se týče slohové střízlivosti ve vyjadřování a preferování jasných tvrzení.
V roce 2000 odešel z Bellových laboratoří. Poté pracoval ve společnosti Entrishere až do roku 2006 a v současnosti pracuje pro Google.
Jeho nedávná práce zahrnuje podílení se na návrhu programovacího jazyka Go.
Podle rozhovoru z roku 2009 používá Thompson operační systém založený na Linuxu.

## Ocenění

### Národní strojírenská akademie
V roce 1980 byl Thompson zvolen do Národní strojírenské akademie za navrhování operačního systému UNIX. Národní strojírenské akademie (National Academy of Engineering) je soukromá nezisková organizace ve Spojených státech.

### Turingova Cena
V roce 1983 obdrželi Thompson a Ritchie Turingovu cenu za rozvoj teorie generických operačních systému a zejména za implementaci operačního systému Unix.

### IEEE Richarda W. Hammingova medaile
V roce 1990, Ken Thompson a Dennis Ritchie získali IEEE Richardovu W. Hammingovu medaili z institutu pro elektrotechnické a elektronické inženýrství (IEEE - Institute of Electrical and Electronics Engineers) za vznik operačního systému UNIX a programovacího jazyk C.

### Státní vyznamenání za technologii
Dne 27. dubna 1999 obdržel společně s Ritchiem Státní vyznamenání za technologii od prezidenta Billa Clintona za vynalezení operačního systému Unix a programovacího jazyka C, jenž oba vedli k nesmírnému pokroku v oblasti software, hardware, počítačových sítí a podnítili růst celého průmyslu, čímž povznesli vedoucí pozici USA v informatice.

### Cena Tsutomu Kanai
Roku 1999 byl oceněn první cenou Tsutomu Kanai, za své postavení při tvorbě operačního systému Unix, jenž je po desetiletí klíčovým prvkem.

## Citáty
X server musí být největší program, co jsem kdy viděl, který pro tebe nic nedělá.

Jedním z mých nejproduktivnějších dnů bylo zahození 1000 řádků kódu.

Máme perzistentní objekty, nazývají se soubory.

Chcete-li někam jít, goto je nejlepší způsob jak se tam dostat.

Pokud jste na pochybách, použijte hrubou sílu.